# Ariana Grande
Ariana Grande-Butera (født 26. juni 1993) er en amerikansk sangerinde og skuespiller. Hun er født i Florida, Boca Raton og har italienske rødder. Hun blev først kendt for sin rolle som Cat Valentine i tv-serierne Victorious og Sam & Cat på Nickelodeon. I 2008 i en alder af 15 år var hun med i Broadway-musicalen 13, hvori hun spiller pigen Charlotte. Hun har medvirket i filmen Swindle, hvor hun spiller  rollen som Amanda Benson / Mandy the Mutant.
I september 2013 udgav Ariana Grande albummet Yours Truly, som med hittet "The Way" debuterede som nummer et på den amerikanske hitliste Billboard 200. Hendes andet album My Everything blev udgivet i august 2014, og herpå findes sange som "Problem", "Bang Bang" og "Break Free". I 2016 udgav hun albummet Dangerous Woman, hvorpå der var flere store hits som fx "Side to Side". I 2019 blev Grande den første kunstner siden The Beatles, der havde tre singler på de tre første pladser på Billboard Hot 100: "7 Rings", "Break Up with Your Girlfriend, I'm Bored" og "Thank U, Next".

## Liv og karriere

### Opvækst
Ariana Grande-Butera er født og opvokset i byen Boca Raton, Florida, USA. Hendes mor, Joan Grande, er direktør for hos Hose-McCann Communications, som er et telefon- og alarmsystemselskab. Hendes far, Edward Butera, er grafisk designer og har eget firma i Boca Raton. Grande er af italiensk afstamning, og hendes navn er inspireret af prinsesse Oriana fra Felix the Cat: The Movie. Hun har en halvstorebror, Frankie James Grande. Han er søn af Joan Grande og er skuespiller, danser og producer. Han har også været med i showet "Big Brother". Ariana Grande har et tæt forhold til sin mormor, Marjorie Grande, som hun kalder "Nonna". Ariana Grandes familie flyttede fra New York til Florida, da hendes mor var gravid med hende, og hendes forældre blev skilt, da hun var otte år gammel. Som barn optrådte hun på Fort Lauderdale Children's Theater. Der spillede hun også sin første rolle som Annie. Hun optrådte desuden i The Wizard of Oz og Beauty and the Beast. Da hun var otte år gammel, optrådte hun i et karaoke-show på et krydstogtskib, og hun har efterfølgende optrådt med mange orkestre som f.eks. South Florida's Philharmonic, Florida Sunshine Pops og Symphonic Orchestras. Senere kom hun på landsdækkende tv, hvor hun sang "The Star-Spangled Banner".
Hun gik i skole på Pine Crest School og North Broward Preparatory School. Da hun var tretten år gammel, begynde hun at stræbe efter en musikkarriere, mens hun fortsatte med at spille skuespil. Da hun en dag kom til Los Angeles for at møde sine kommende managere, fortalte hun dem, at hun gerne ville lave et R&B-album. Grande sagde: "I was like, 'I want to make an R&B album,' They were like 'Um, that's a helluva goal! Who is going to buy a 14-year-old's R&B album?!'", hvilket på dansk betyder "Jeg var sådan, 'Jeg vil gerne lave et R&B-album', De var sådan 'Um, det er et fandens mål! Hvem vil købe en 14-årigs R&B-album?!'" I 2008 blev Grande castet til rollen som Charlotte i musicalen 13 på Broadway, hvor hun vandt en National Youth Theatre Association Award. Da Grande var med i musicalen, stoppede hun i sin skole, men fortsatte med at modtage undervisning ud fra materiale, som skolen sendte til hende. Hun sang flere gange i New York City-jazzklubben Birdland.

### Gennembrud på Nickelodeon
Ariana Grandes gennembrud kom da hun sammen med co-stjernen Liz Gillies fik en rolle i Nickelodeon-serien Victorious i 2009. I serien spillede hun den ikke alt for kloge Cat Valentine. Til rollen blev hun nødt til at farve sit hår rødt hver anden uge, for at håret holdt farven. Showet havde premiere i marts 2010, og var det næststørste live-show på Nickelodeon med et gennemsnitligt seertal på 5,7 millioner.

### Yours Truly
Ariana Grandes første studiealbum Yours Truly (oprindeligt kaldet Daydreamin') udkom 30. august 2013. 3. september udkom det i Danmark og nåede førstepladsen på iTunes-albumhitlisten.
Den 26. marts 2013 udkom første single fra Yours Truly, "The Way" med medvirken af Pittsburgh-rapperen Mac Miller. Sangen udkom på den amerikanske version af iTunes den 25. marts 2013. Efter syv timer var sangen på førstepladsen over topsingler på iTunes. Den 22. juni 2013 var "The Way" nummer ni på Billboards Hot 100.
Den anden single, "Baby I", nåede en 21. plads på Billboards Hot 100, hvilket gjorde det til hendes andet Top 40 hit. Sangen debuterede også en sjetteplads på det amerikanske Billboard Hot Digital Songs, hvilket gør Grande til den eneste kvindelige musiker, som fik to sange i top 10 på Hot Digital Songs i 2013.
Den tredje single, "Right There", som rapperen Big Sean medvirkede på, nåede en 84. plads på Billboards Hot 100.
Med albummet Yours Truly lavede hun en mini-turné i USA kaldet The Listening Sessions.

### My Everything
Ariana Grandes andet studiealbum var My Everything og udkom den 25. august 2014. På albummet er blandt andet singlerne "Problem" ft. Iggy Azalea (udsendt 25. maj 2014) og "Break Free" ft. Zedd.
Den 30. september udkom den tredje single, "Love Me Harder" med bidrag fra den canadiske sanger The Weeknd. I november 2014 medvirkede hun på Major Lazer's sang "All My Love" på soundtracket til  The Hunger Games: Mockingjay - Del 1.
Ariana Grande var på verdensturné med titlen The Honeymoon Tour for at promovere albummet My Everything. Hendes bror var en af danserne på turneen.

### Dangerous Woman
Ariana Grande udgav 20. maj 2016 sit tredje studiealbum kaldet Dangerous Woman; hun havde allerede i marts 2016 udgivet "Dangerous Woman" som første single fra albummet. I alt udkom fire singler fra albummet. På albummet medvirker Future, Nicki Minaj, Lil Wayne og Macy Gray på nogle af de 15 sange. Titlen på albummet skulle oprindelig have været Moonlight, men det blev ændret kort før udgivelsen, fordi hun synes, Dangerous Woman passede bedre til, hvor hun var henne i hendes liv på det tidspunkt. Desuden var det meningen, at første single til albummet skulle havet været "Moonlight",  og denne sang er stadig en af hendes yndlingssange. Albummet er primært et pop- og R&B-album med indslag af genrer som dance-pop, disco, house, trap og reggae. Grande, Max Martin og Savan Kotecha producerede albummet. Disse tre skrev eller producerede alle sange til albummet, og korstemmerne blev indspillet af Max Martin, Ilya Salmanzadeh, Savan Kotecha, Johan Carlsson, Victoria McCants, Chloe Angelides og Ross Golan.
Efter udgivelsen af Dangerous Woman tog Grande i 2017 på sin tredje turné, Dangerous Woman Tour. Turneen begyndte 3. februar og sluttede 21. september. På turneen kom Grande til Nordamerika, Europa, Asien, Latinamerika og Oceanien - der blev i alt givet 72 koncerter, og hun kom blandet andet til Jyske Bank Boxen i Herning 12. maj. Hun kom også til Manchester Arena i Manchester, England 22. maj, og det var i forbindelse med denne koncert, at angrebet i Manchester 2017 fandt sted: Da koncerten var slut, og publikum begyndte at forlade arenaen, blev en bombe sprængt, hvorved 22 døde og mere end 500 blev såret. Et par timer efter angrebet offentliggjorde Grande et opslag på sin twitterkonto, hvor der stod: "broken. from the bottom of my heart, i am so so sorry. i don't have words.", hvilket på dansk betyder "knust. fra bunden af mit hjerte, jeg er så så ked af det. jeg har ingen ord." Dette opslag var på det tidspunkt det mest likede opslag på Twitter. Efter koncerten aflyste Grande flere koncerter frem til 5. juni, hvorpå turnéen fortsatte i Schweiz. Grande afholdt ekstraordinært støttekoncerten One Love Manchester på Old Trafford Cricket Ground i  Manchester 4. juli. Man kunne købe billetter til koncerten 1. juni, og der var udsolgt på kun seks minutter. Alle deltagere til dem oprindelige koncert i Manchester Arena kunne komme ind gratis. Til koncerten fik Ariana Grande selskab af Marcus Mumford, Take That, Robbie Williams, Pharrell Williams, Miley Cyrus, Niall Horan, Stevie Wonder, Little Mix, Victoria Monét, The Black Eyed Peas, Imogen Heap, Parrs Wood High School Choir, Mac Miller, Katy Perry, Justin Bieber, Coldplay og Liam Gallagher. Omkring 50.000 overværede koncerten, der blev sendt direkte af BBC og flere andre tv-stationer, herunder TV 2 i Danmark. Til koncerten blev der i alt indsamlet mere end £17 millioner (mere end 143 millioner danske kroner), som blev samlet i en fond og gik til ofrene for bombeangrebet ved Grandes første Manchester-koncert.

### Sweetener
Den 20. april 2018 udkom den første single, fra det dengang unavngivne album, "No Tears Left To Cry". Sangen indtog en tredjeplads på Billboards Hot 100. Hun optrådte med sangen den 1. maj, hvor hun var gæst hos The Tonight Show Starring Jimmy Fallon. Her offentliggjorde hun titlen på albummet: Sweetener. Hun fortalte om albummet, meningen bag, og der blev spillet uddrag. Om albummets titel sagde hun, at meningen bag navnet er "It's kind of about like bringing light to a situation, or to someone's life, or somebody else who brings light to your life, or sweetening the situation."
Den 29. maj 2018 offentliggjorde Grande, at hendes album består af 15 sange. 2. juni 2018 fortalte hun til Wango Tango, at albummet kunne forudbestilles fra den 20. juni 2018, og at hendes sang "The Light Is Coming" også ville udkomme den dag. Albummet udkom 17. august 2018.

### Thank U, Next
Den 3. november 2018 udgav Ariana Grande singlen "Thank U, Next", der handler om hendes ex-kærester, heriblandt Malcolm, Big Sean, Ricky og Pete Davidson, og om hvordan hun næsten blev gift, og hvad hun har lært af dem, og om hvordan hun tager hånd over sit eget liv. Sangen blev et stort hit og blev fulgt op med albummet af samme navn. Dette album indeholdt flere andre sange, der ligeledes blev hits, og i februar 2019 tangerede hun en rekord, der stammede tilbage fra The Beatles, idet de tre sange "7 Rings", "Break Up with Your Girlfriend, I'm Bored" og "Thank U, Next" i én uge indtog de tre første pladser på Billboard Hot 100.

## Privatliv
Ariana Grande havde et forhold til skuespilleren Graham Phillips 2008-2011. Hun mødte ham under 13 the Musical. I 2012 havde hun et online, langdistance forhold til komikeren Jai Brooks, og de mødtes første gang i New York nytårsaften 2013. De slog op i 2014, kort tid efter Arianas bedstefar døde. Efterfølgende dannede hun par med musikeren Big Sean (2014-2015) og rapperen Mac Miller (2016-2018). De offentliggjorde, at de var gået fra hinanden i maj 2018. 
Grande dannede par med komikeren Pete Davidson. I juni 2018 offentliggjorde Davidson, at han have friet, og Ariana Grande havde sagt ja.  I oktober 2018 blev det offentliggjort, at parret havde brudt forlovelsen og havde slået op.
I december 2020 meddelte Ariana, at kæresten Dalton Gomez havde friet til hende. De havde dannet par siden januar 2020.[kilde mangler]
I 2021 blev Ariana og Dalton Gomez gift, men blev skilt i 2023.[kilde mangler]

## Diskografi
Ariana Grande har siden 2011 udgivet fire studiealbum, et opsamlingsalbum, et remixalbum, fire ep'er og 24 singler i eget navn. Dertil kommer fem salgsfremmende singler, ni singler som gæstekunstner og 23 andre kendte sange.
| Studiealbummer - Yours Truly (2013) - My Everything (2014) - Dangerous Woman (2016) - Sweetener (2018) - Thank U, Next (2019) - Positions (2020) - Eternal Sunshine (2024) Opsamlingsalbum - The Best (2017) Remixalbum - The Remix (2015) Ep'er - Christmas Kisses (2013) - Christmas & Chill (2015) - Christmas Kisses (japansk version, 2013) - Christmas & Chill (japansk version, 2015) Singler i eget navn - "Put Your Hearts Up" (2011) - "The Way" (feat. Mac Miller, 2013) - "Baby I" (2013) - "Right There" (feat. Big Sean, 2013) - "Last Christmas"(2013) - "Love Is Everything" (2013) - "Snow In California" (2013) - "Santa Baby" (feat. Liz Gillies, 2013) - "Problem" (feat. Iggy Azalea, 2014) - "Break Free" (feat. Zedd, 2014) - "Bang Bang" (med Jessie J og Nicki Minaj, 2014) - "Love Me Harder" (med The Weeknd, 2014) - "Brand New You" (2014) - "Santa Tell Me" (2014) - "One Last Time" (2015) - "E Piú Ti Penso (med Andrea Bocelli, 2015) - "Focus" (2015) - "Dangerous Woman" (2016) - "Into You" (2016) - "Side to Side" (feat. Nicki Minaj, 2016) - "Jason's Song (Gave It Away)" (2016) - "Everyday" (feat. Future, 2017) - "Beauty and the Beast" (med John Legend, 2017) - "Somewhere Over the Rainbow" (2017) | Salgsfremmende singler - "Almost Is Never Enough" (med Nathan Sykes, 2013) - "Best Mistake"(feat. Big Sean, 2014) - "Be Alright" (2016) - "Let Me Love You" (feat. Lil Wayne, 2016) - "Jason's Song (Gave It Away)" (2016) Singler som gæst - "Popular Song" (Mika feat. Ariana Grande, 2013) - "Adore" (Cashmere Cat feat. Ariana Grande, 2015) - "Boys Like You" (Who Is Fancy feat. Meghan Trainor og Ariana Grande, 2015) - "Over and Over Again" (Nathan Sykes feat. Ariana Grande, 2016) - "This Is Not a Feminist Song" (SNL-holdet feat. Ariana Grande,2016) - "My Favorite Part" (Mac Miller feat. Ariana Grande, 2016) - "Faith" (Stevie Wonder feat. Ariana Grande, 2016) - "Heatstroke" (Calvin Harris feat. Young Thug, Pharrell Williams og Ariana Grande, 2017) - "Quit" (Cashmere Cat feat. Ariana Grande, 2017) Andre sange - "Give It Up" (Victorious-holdet feat. Ariana Grande og Elizabeth Gillies, 2014) - "Honeymoon Avenue" (2013) - "Tattooed Heart" (2013) - "Daydreamin'" (2013) - "You'll Never Know" (2013) - "Break Your Heart Right Back" (feat. Childish Gambino, 2014) - "Just a Little Bit of Your Heart" (2014) - "My Everything" (2014) - "All My Love" (Major Lazer feat. Ariana Grande, 2014) - "Get On Your Knees" (Nicki Minaj feat. Ariana Grande, 2014) - "Research" (Big Sean feat. Ariana Grande, 2015) - "All My Love" (Remix) (Major Lazer feat. Ariana Grande og Machel Montano, 2015) - "Zero To Hero" (fra Hercules, 2015) - "Wit It This Christmas" (2015) - "December" (2015) - "True Love" (2015) - "Winter Things" (2015) - "Moonlight" (2016) - "Greedy" (2016) - "Leave Me Lonely" (feat. Macy Gray, 2016) - "Bad Decisions" (2016) - "Touch It" (2016) - "Thinking 'Bout You" (2016) |

## Musikvideoer
| Titel                                      | År                   | Andre kunstner(e)       | Instruktør(er)                         |
| Som primær kunstner:                       | Som primær kunstner: | Som primær kunstner:    | Som primær kunstner:                   |
| ------------------------------------------ | -------------------- | ----------------------- | -------------------------------------- |
| "Put Your Hearts Up"                       | 2012                 | Ingen                   | Jeremy Alter                           |
| "The Way"                                  | 2013                 | Mac Miller              | Jones Crow                             |
| "Almost Is Never Enough"                   | 2013                 | Nathan Sykes            | Nev Todorovic                          |
| "Baby I"                                   | 2013                 | Ingen                   | Ryan Pallotta                          |
| "Right There"                              | 2013                 | Big Sean                | Nev Todorovic                          |
| "Problem" (Lyric Video)                    | 2014                 | Iggy Azalea             | Jones Crow                             |
| "Problem"                                  | 2014                 | The Young               | Astronauts                             |
| "Break Free"                               | 2014                 | Zedd                    | Chris Marrs Piliero                    |
| "Bang Bang"                                | 2014                 | Jessie J og Nicki Minaj | Hannah Lux Davis                       |
| "Love Me Harder"                           | 2014                 | The Weeknd              | Hannah Lux Davis                       |
| "Santa Tell Me"                            | 2014                 | Ingen                   | Alfredo Flores og Jones Crow           |
| "One Last Time"                            | 2015                 | Ingen                   | Max Landis                             |
| "E Più Ti Penso"                           | 2015                 | Andrea Bocelli          | Gaetano Morbioli                       |
| "Focus"                                    | 2015                 | Ingen                   | Hannah Lux Davis                       |
| "Dangerous Woman"                          | 2016                 | Ingen                   | The Young Astronauts                   |
| "Let Me Love You"                          | 2016                 | Lil Wayne               | Grant Singer og Matthias Koenigswieser |
| "Into You"                                 | 2016                 | Ingen                   | Hannah Lux Davis                       |
| "Side to Side"                             | 2016                 | Nicki Minaj             | Hannah Lux Davis                       |
| "Everyday" (Lyric Video)                   | 2017                 | Future                  | Chris Marrs Piliero                    |
| "Everyday"                                 | 2017                 | Future                  | Chris Marrs Piliero                    |
| "Beauty and the Beast"                     | 2017                 | John Legend             | Dave Meyers                            |
| ''No Tears Left To Cry''                   | 2018                 | Ingen                   | Dave Meyers                            |
| ''The Light Is Coming''                    | 2018                 | Nicki Minaj             | Dave Meyers                            |
| ''God is a Woman''                         | 2018                 | Ingen                   | Dave Meyers                            |
| "Breathin"                                 | 2018                 | Ingen                   | Hannah Lux Davis                       |
| "Thank U, Next"                            | 2018                 | Ingen                   | Hannah Lux Davis                       |
| "7 Rings"                                  | 2019                 | Ingen                   | Hannah Lux Davis                       |
| "Break Up with Your Girlfriend, I'm Bored" | 2019                 | Ingen                   | Hannah Lux Davis                       |
| Som feat. kunstner:                        |                      |                         |                                        |
| "Popular Song"                             | 2013                 | Mika                    | Chris Marrs Piliero                    |
| "Don't Be Gone Too Long"                   | 2014                 | Chris Brown             | Chris Brown                            |
| "This Is Not a Feminist Song"              | 2016                 | SNL-holdet              | Matt Villines og Osmany Rodriguez      |
| "My Favorite Part"                         | 2016                 | Mac Miller              | Luis Perez                             |
| "Faith"                                    | 2016                 | Stevie Wonder           | Alan Bibby                             |
| "Dance To This"                            | 2018                 | Troye Sivan             | Bardia Zeinali                         |
| "Rule The World"                           | 2019                 | 2 Chainz                | Sebastian Sdaigui                      |
| Gæsteoptrædener:                           |                      |                         |                                        |
| "Freak the Freak Out"                      | 2010                 | Victoria Justice        | Marcus Wagner                          |
| "Beggin' on Your Knees"                    | 2011                 | Victoria Justice        | Marcus Wagner                          |
| "Unfriend You"                             | 2011                 | Greyson Chance          | Marc Klasfeld                          |
| "All I Want Is Everything"                 | 2011                 | Victoria Justice        | Lex Halaby                             |
| "Make It in America"                       | 2012                 | Victoria Justice        | Anna Mastro                            |